# Контейнер (элемент интерфейса программ)
Контейнер представляет собой элемент интерфейса программы, который может содержать в себе другие элементы интерфейса: кнопки, переключатели и т.д. Контейнер объединяет эти элементы в группу, отвечает за их отображение и предоставляет дополнительные возможности по управлению ими.

## Назначение
Типичным примером виджета-контейнера можно назвать окно. Кроме того, что оно отделяет входящие в него виджеты от рабочего стола и других окон, оно также может:
- Перемещаться в пределах экрана или между экранами
- Изменять размер
- Скрываться в панель задач
- Быть активным или неактивным. Неактивное окно перестаёт принимать команды с клавиатуры, если не задано обратное.

Обычно внутри виджета-контейнера можно помещать другие виджеты-контейнеры. Внутрь некоторых контейнеров можно помещать строго определённые элементы управления, в других же можно размещать любые виджеты.

## Примеры виджетов-контейнеров
- Окно
- Панель
- Рамка
- Панель инструментов